# Воскресенська церква (Ічня)
Воскресенська церква — культова споруда у місті Ічня (Чернігівська область). Пам'ятка архітектури XIX ст. По своїй архітектурі вона належить до класичного стилю, про це свідчить наявність колонади і чітких ліній геометричних фігур та відсутність пишного оздоблення. Має хрестоподібну форму з трьома заокругленнями східної стіни, з широким середнім куполом, вкритим залізом і пофарбованим в сірий колір.

## Історія
Вперше церква була споруджена ще в 1649 році і мала статус соборного храму, і розташовувалась на території Ічнянського замку на базарній площі. Після обрання гетьманом Івана Брюховецького, сталася пожежа, і церква згоріла.
Кам'яна церква, яка стоїть нині, була закладена 22 травня 1806 року
|  | По благословенію преосвященнаго Сильвестра Лебединскаго, епископа полтавскаго и переяславскаго |

,
9 жовтня 1810 року вона була освяченою Оеофаном Чернявським.
В радянську добу приміщення церкви використовувалось як кінотеатр.